# باراگاش
باراگاش (به لاتین: Baragash) یک منطقهٔ مسکونی در روسیه است که در جمهوری آلتای واقع شده‌است.